# غابرييل تيكسيرا
غابرييل تيكسيرا هو لاعب كرة قدم برازيلي، ولد في 1 أبريل 2001.

## وصلات خارجية
- غابرييل تيكسيرا على موقع قاعدة بيانات كرة القدم.إي يو (الإنجليزية)
- غابرييل تيكسيرا على موقع Soccerway.com (الإنجليزية)